# Indice Al Quds
L'indice Al Quds est un indice boursier de la bourse de Palestine, basée à Naplouse. Il se compose des principales capitalisations boursières du pays, et a commencé à coter pour la première fois le 8 juillet 1997 avec une valeur de 100 points.